# Gift (álbum de Taproot)
Gift es el primer Álbum de la banda estadounidense Taproot, editado en 2000. Este álbum marcó el inicio de la banda.

## Lista de canciones
| N.º   | Título                | Duración |  |
| 1.    | «Smile»               | 3:33     |  |
| 2.    | «Again & Again»       | 3:56     |  |
| 3.    | «Emotional Times»     | 3:04     |  |
| 4.    | «Now»                 | 3:23     |  |
| 5.    | «1 Nite Stand»        | 3:40     |  |
| 6.    | «Believed»            | 4:02     |  |
| 7.    | «Mentobe»             | 3:38     |  |
| 8.    | «I»                   | 4:14     |  |
| 9.    | «Mirror's Reflection» | 3:11     |  |
| 10.   | «Dragged Down»        | 3:31     |  |
| 11.   | «Comeback»            | 4:24     |  |
| 12.   | «Impact»              | 2:47     |  |
| 43:22 |                       |          |  |